# Algemeen Rijksarchief (België)

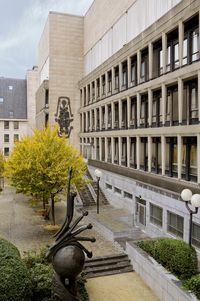
Gevel van het Algemeen Rijksarchief te Brussel, met twee kunstwerken van May Claerhout

Het Algemeen Rijksarchief in België is de hoofdzetel van het Rijksarchief. Het bevindt zich in de Ruisbroekstraat te Brussel, dicht bij het Centraal station en de Zavel. Het Algemeen Rijksarchief bewaart meer dan 70 kilometer archief. Het Algemeen Rijksarchief is een onderdeel van het Rijksarchief, dat uit het Algemeen Rijksarchief en nog negentien andere Rijksarchieven verspreid over het land bestaat.

## Bundeling van archieven
Het Algemeen Rijksarchief bewaart archief van de centrale instellingen van de Spaanse en Oostenrijkse Nederlanden en uit de Bourgondische tijd tot 1795, van centrale overheidsinstellingen uit de Franse tijd (1795-1815) en van Verenigd Koninkrijk der Nederlanden (1815-1830). 
Het bewaart ook het archief van centrale instellingen van de nationale - later federale - regering, vanaf de oprichting van België (1830) tot heden, met uitzondering van het archief van de ministeries van Defensie en Buitenlandse Zaken. Het gaat onder meer over:
- archief van regeringsorganismen en van de collaterale raden (Raad van State, Geheime raad, Raad van Financiën) en hun rechtsopvolgers (Koninklijke Raad van Filips V, Algemene Regeringsraad onder keizer Jozef II).
- het archief van de Rekenkamers.
- het archief van de secretarieën die de landvoogd en de Regeringsraad bijstonden (Audiëntie, Secretarie van State en Oorlog, Duitse Staatssecretarie).
- archief van ondergeschikte instellingen, opgericht tijdens de Oostenrijkse tijd om de aanpak van specifieke problemen over te nemen van de collaterale raden (Jointe voor de Amortisaties, Comité voor de opheffing van de jezuïetenorde in de Nederlanden, Comité voor de Religiekas, enz.)
- archief van gerechtshoven: Grote Raad voor de Nederlanden te Mechelen, Raad van Beroerten, enz.
- archief in verband met de aanleg van het Warandepark en van het Koningsplein, het Huis van Karel van Lotharingen, het Officie van de Hofwerken, enz.

Naast archief van overheidsorganismen bewaart het Rijksarchief ook heel wat privé-archief, bijvoorbeeld van politici of van invloedrijke families. Zo bewaart het Rijksarchief onder meer:
- archief van de huizen van Arenberg, de Merode, d’Ursel, enz.

Eveneens: 
- cultureel archief: archief over het beheer van De Munt (Brussel, 1771-1816), enz.
- kaarten, plannen, etsen, manuscripten.
- meer dan twee miljoen individuele vreemdelingendossiers, die sinds 1839 door de Openbare Veiligheid werden opgemaakt in verband met het toezicht op alle vreemdelingen op Belgische grondgebied.
- de verzameling zegelafgietsels (de tweede grootste ter wereld).
- digitale documenten: de parochieregisters, die via de digitale leeszaal kunnen worden geraadpleegd.
- verschillende werken over de geschiedenis van België en meer bepaald van Brabant, naast diverse gedrukte bronnen zoals oude pamfletten, edicten, ordonnanties; tijdschriften over archivistiek en inventarissen van het archief dat in andere Belgische en buitenlandse archiefdiensten wordt bewaard.
- enz.

## Huisvesting
Het Algemeen Rijksarchief beschikt over een openbare leeszaal. Vorsers, historici, studenten, amateurheemkundigen en -genealogen kunnen hier gegevens opzoeken, uiteraard met inachtneming van de wettelijke bepalingen in verband met de bescherming van de persoonlijke levenssfeer. In het gebouw van het Algemeen Rijksarchief hebben houden ook de nationale coördinatiediensten van het Rijksarchief kantoor.
In de inkomhal van het gebouw kan het publiek regelmatig tentoonstellingen bezoeken waarmee de instelling haar archiefverzamelingen wil valoriseren. Regelmatig worden ook colloquia en studiedagen gehouden voor een specifiek deelnemerspubliek.
Voor het Algemeen Rijksarchief bevinden zich twee bronzen kunstwerken van May Claerhout: Ontstaan van het schrift, tegen de muur bevestigd, en De geboorte van de mens, op de foto.

## International Tracing Service
In 2009 verkreeg het Algemeen Rijksarchief een digitale kopie van het archief van de International Tracing Service (ITS), dat in Bad Arolsen, in Duitsland, wordt bewaard. Vorsers en slachtoffers van de vervolgingen door het nationaalsocialisme of hun nabestaanden kunnen sinds 20 september 2011 de digitale kopie van dit archief, bestaande uit meer dan 80 miljoen digitale beelden, goed voor zowat zes terabyte, op aanvraag en onder bepaalde voorwaarden raadplegen in de leeszaal van het Algemeen Rijksarchief. Dit archief over de burgerslachtoffers van het naziregime bevat materiaal over de arbeids-, concentratie- en vernietigingskampen, registratiekaarten van ontheemde personen, lijsten in verband met dwangarbeid en een centrale namenindex.